# Beauchalot
Beauchalot is een gemeente in het Franse departement Haute-Garonne (regio Occitanie) en telt 451 inwoners (2005). De plaats maakt deel uit van het arrondissement Saint-Gaudens.

## Geografie
De oppervlakte van Beauchalot bedraagt 6,3 km², de bevolkingsdichtheid is 71,6 inwoners per km².
De onderstaande kaart toont de ligging van Beauchalot met de belangrijkste infrastructuur en aangrenzende gemeenten.

## Demografie
Onderstaande figuur toont het verloop van het inwonertal (bron: INSEE-tellingen).